# Arnold Katz
Arnold Mikhaïlovitch Katz (Арнольд Михайлович Кац), né le 18 septembre 1927 à Bakou et mort le 22 janvier 2007 à Pékin, est un chef d'orchestre soviétique et russe, nommé artiste du peuple d'URSS en 1988.

## Biographie
Arnold Katz naît dans la famille d'un médecin d'origine juive spécialiste de neuropathologie et d'une mère violoniste. La famille déménage à Moscou en 1936 où il étudie à l'école centrale de musique du conservatoire de Moscou dans la classe de violon. Il étudie en 1941 à la faculté militaire du conservatoire de Moscou (à partir de 1944 : école supérieure de musique militaire de l'Armée rouge), et devient chef d'orchestre militaire, il sert en tant que lieutenant dans une brigade du génie (1er front de Biélorussie), qui va jusqu'à Berlin. Il termine l'école de musique militaire de l'Armée rouge (aujourd'hui Institut militaire des chefs d'orchestre) et après 1945 il entre au conservatoire d'État de Léningrad en tant que violoniste de 1947 à 1949, et en tant que chef d'orchestre de 1947 à 1951, dans la classe d'Ilia Moussine.
Il enseigne en 1951 et 1952 au conservatoire de Léningrad, puis travaille à Ordjonikidzé et à Tomsk. Il fonde en 1956, en tant que directeur artistique et chef d'orchestre, l'orchestre symphonique académique de Novossibirsk. En cinquante ans de travail avec cet orchestre, jusqu'à sa mort, il a donné plus de cinq mille concerts[réf. nécessaire].
Son répertoire comprend de la musique classique russe et d'Europe de l'Ouest et de la musique contemporaine. De grands solistes ont collaboré avec cet orchestre, comme Karl Richter, Émile Gilels, David Oïstrakh, Rostropovitch, Kogan, Davidovitch, Sitkovetski, Flier, Kremer, Chafran, Bachkirov, Petrov, Kagan, Gutman, Bachmet, Pletnev, Vengerov, Repine, Barakhovski, etc.
Il a participé à différents festivals musicaux internationaux dont Hiver russe, Soirs de Noël (Moscou), Nuits blanches (Léningrad), le festival de musique russe de Vienne, le festival de musique de Leonard Bernstein (Novossibirsk, Léningrad, Moscou), et différents festivals à Erlangen, Cannes, Dresde, en Espagne, ou au festival international de Colmar, etc.
C'est sous sa direction que le théâtre d'opéra et de ballet de Novossibirsk a monté l'opéra de Prokofiev Guerre et Paix. Il a dirigé de nombreux ballets comme Raymonda de Glazounov, La Belle au bois dormant de Tchaïkovski, ainsi que l'opéra d'Ivanov, les Chansons d'Alkine. Il s'est produit au théâtre Michel notamment dans le Trouvère de Verdi.
Il a participé à des tournées en Allemagne, en France, en Grande-Bretagne, en Italie, en Espagne, au Portugal, en Belgique, en Suisse, au Japon, aux États-Unis, en Israël, en Amérique latine, en Norvège, en Hongrie, aux Pays-Bas, en Bulgarie, au Mexique, etc.
Dans les années 1970-1980, il dirige l'orchestre d'étudiants du conservatoire Glinka de Novossibirsk et en 1993 il dirige l'orchestre symphonique de jeunesse américano-russe faisant avec cet orchestre des tournées dans différentes villes des États-Unis, puis en Russie.
Il met sur pied en 2004 l'orchestre de jeunesse « Sibérie-Orient-Occident » composé de jeunes musiciens russes, coréens, japonais, israéliens et allemands. Il fonde le festival annuel de musique classique et contemporaine de Novossibirsk. Il participe aussi avec son orchestre à de nombreux enregistrements de la maison Melodia et aussi pour Sony Classical, Art Nova, Russian Season, Peter Kondrashin Studio, Audite Musikproduktion.
Il enseigne de 1957 à 2004 au conservatoire Glinka de Novossibirsk (classe de direction d'orchestre pour l'opéra et la musique symphonique). Il est nommé professeur en 1980.
Arnold Katz meurt le 22 janvier 2007 d'une crise cardiaque à Pékin. Il est enterré à Düsseldorf en Allemagne.

## Hommages
- Film documentaire Arnold Mikhaïlovitch Katz, souvenir par E. Davletchine.
- En septembre 2009, deux plaques mémorielles ont été apposées à Novossibirsk en mémoire de Katz ; une sur l'immeuble où il vécut depuis 1970 et une dans le foyer de la salle de concert de musique de chambre de la Philharmonie de Novossibirsk.
- La salle de concert de la Philharmonie de Novossibirsk porte son nom.
- En 2014, une exposition de photographies de Katz a lieu dans le foyer de la salle de concert de la philharmonie de Novossibirsk.
- Un musée en son honneur est inauguré le 11 septembre 2015.